# Loveland (Colorado)

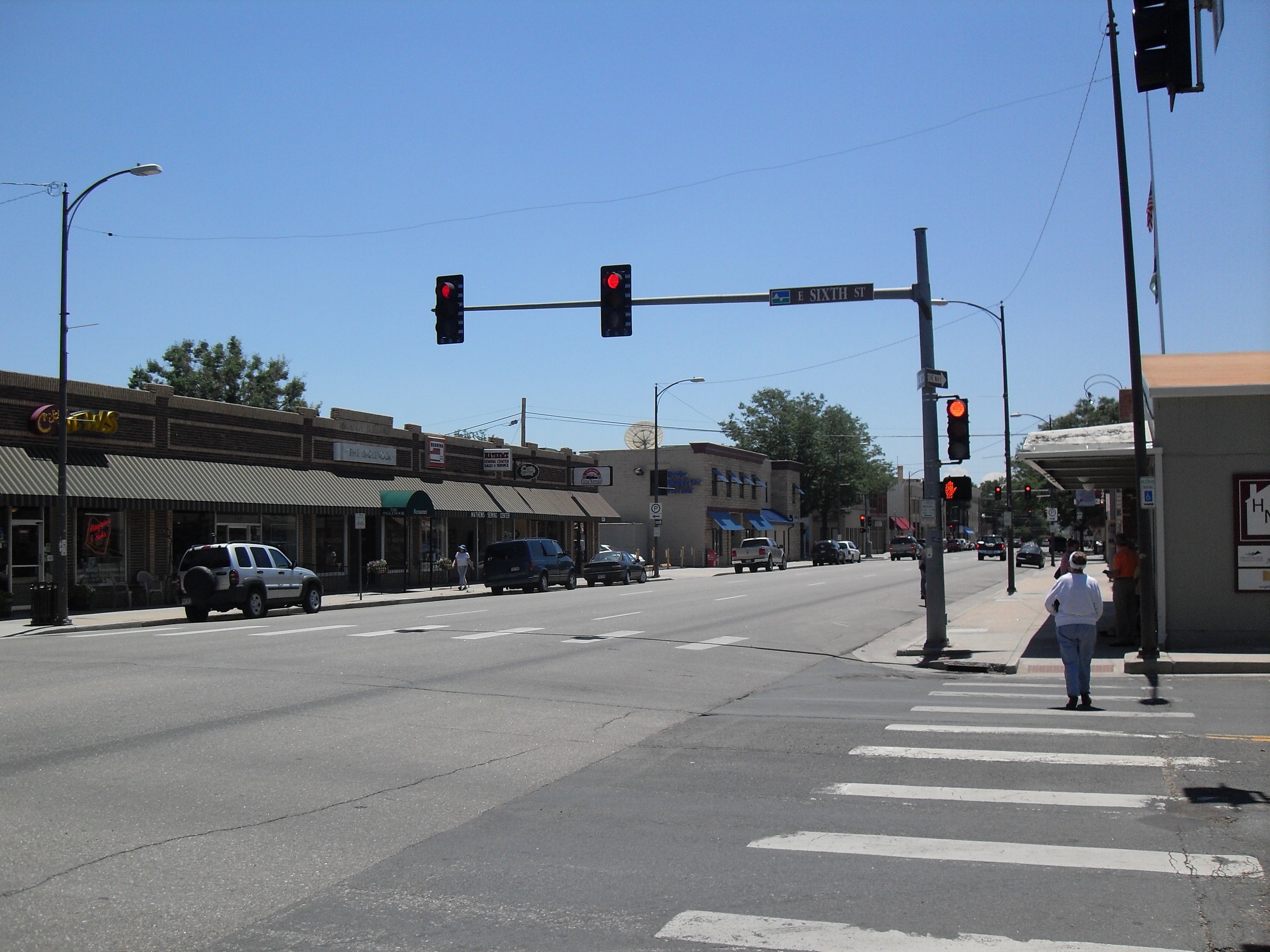
Cleveland Avenue in het centrum van Loveland, Colorado

Loveland is een plaats (city) in de Amerikaanse staat Colorado, en valt bestuurlijk gezien onder Larimer County.

## Demografie
Bij de volkstelling in 2000 werd het aantal inwoners vastgesteld op 50.608.
In 2006 is het aantal inwoners door het United States Census Bureau geschat op 61.122, een stijging van 10514 (20.8%).

## Geografie
Volgens het United States Census Bureau beslaat de plaats een oppervlakte van
66,0 km², waarvan 63,6 km² land en 2,4 km² water. Loveland ligt op ongeveer 1504 m boven zeeniveau.

## Plaatsen in de nabije omgeving
De onderstaande figuur toont nabijgelegen plaatsen in een straal van 24 km rond Loveland.